# Église Saint-Marcel de Bouligneux
L'église Saint-Marcel est une église située à Bouligneux, en France.

## Présentation
L'église est située dans le département français de l'Ain, sur la commune de Bouligneux.
L'édifice est inscrit au titre des monuments historiques en 2008.